# Урибе, Ариэль
Ариэ́ль Альфо́нсо Ури́бе Ле́пе (исп. Ariel Alfonso Uribe Lepe; род. 14 февраля 1999, Вальпараисо) — чилийский футболист, полузащитник клуба «Унион Эспаньола».

## Клубная карьера
Урибе — воспитанник клуба «Сантьяго Уондерерс». 31 августа 2017 года в матче Кубка Чили против «О’Хиггинс» он дебютировал за основной состав. В начале 2018 года Урибе перешёл в мексиканский «Монаркас Морелия». 27 апреля в матче против «Тихуаны» он дебютировал в мексиканской Примере. В начале 2020 года Урибе был отдан в аренду в «Депортес Антофагаста». 25 января в матче против «Кокимбо Унидо» он дебютировал в чилийской Примере. 2 марта в поединке против «Палестино» Ариэль забил свой первый гол за «Депортес Антофагаста».

## Международная карьера
В 2019 году Вильянуэва в составе молодёжной сборной Чили принял участие в домашнем молодёжном чемпионате Южной Америки. На турнире он сыграл в матче против команды Боливии.